# 蒲台縣
蒲台縣是中国旧县名，在山东省济南市境内。
始建于隋朝，宋省，金復置，清朝屬山東武定府，后屬山東濟南道。清朝咸丰黄河大改道之后，该县县城孤悬在黄河北岸，已无法治理县境。
1947年，中華民國內政部编撰的《中華民國行政區域簡表》中，蒲台县为6等县，县域面积约为478.00平方公里，人口121731人:121。1956年3月，蒲台县并入博兴县。